# 大分県の軍事遺跡一覧
大分県の軍事遺跡一覧（おおいたけんのぐんじいせきいちらん）は、日本の大分県内に点在する軍事遺跡の一覧である。
城址、碑文類はあらかじめ省いた。

## 宇佐市

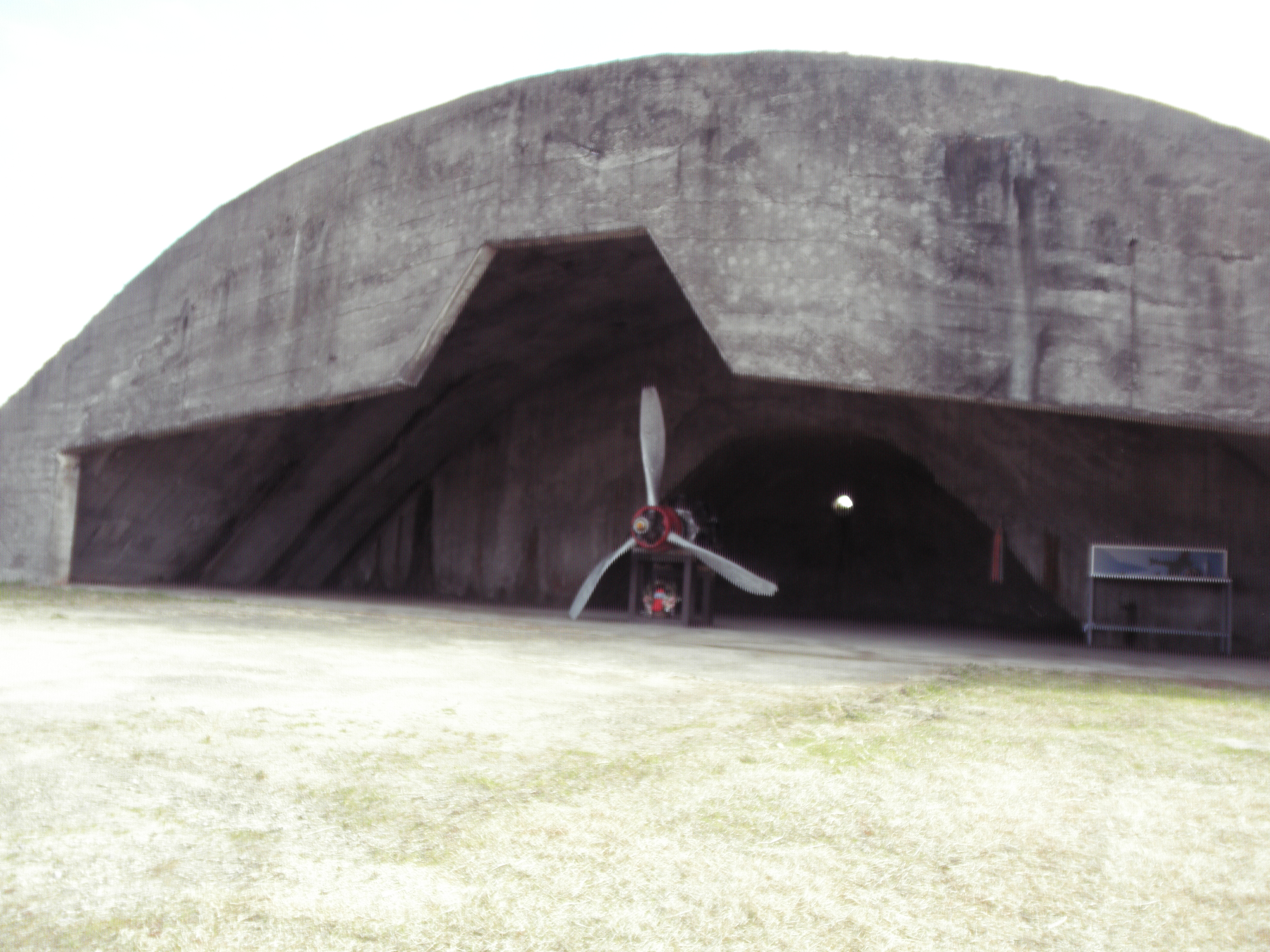
城井1号掩体壕

宇佐市には太平洋戦争中に大日本帝国海軍の宇佐海軍航空隊が存在しており、これらの遺構を戦争遺跡として保存する保存整備事業によって調査・整備が続けられている。
城井1号掩体壕 - 大字城井
大日本帝国海軍宇佐海軍航空隊の遺構で、1995年（平成7年）に城井1号掩体壕史跡公園として整備された。
掩体壕の内部には国東沖で引き上げられたゼロ戦のエンジンとプロペラが展示されている。宇佐市指定史跡。
爆弾池 - 大字上田
1945年（昭和20年）4月21日の大分空襲においてB-29による爆撃で生じた直径約10メートル、深さ5メートル以上に達したと推定される穴が現存しているもので、2013年に宇佐市指定文化財に指定された。
宇佐海軍航空隊落下傘整備所 - 宇佐海軍航空隊敷地内
宇佐海軍航空隊の遺構のひとつで、レンガ造りの建物の壁に無数の弾痕を残す宇佐市指定文化財のひとつ。
宇佐海軍航空隊半地下式コンクリート造建物 - 宇佐海軍航空隊敷地内
財務省の記録によれば配水場とされているものの、防衛省防衛研究所の資料によると鉄筋コンクリート造りの受信所の可能性も指摘されている用途不明の建造物で、宇佐市指定文化財のひとつ。
蓮光寺生き残り門 - 江須賀
1945年（昭和20年）の空襲において近隣一帯が全焼した中で山門だけが焼失を免れたため通称「生き残り門」として知られており、宇佐市登録文化財のひとつ。

## 大分市
豊予要塞 - 豊後水道沿岸部一帯
広島県呉市に存在した連合艦隊艦船の豊後水道通行防護のために構築された大日本帝国海軍の海岸要塞で、1940年（昭和14年）に完成した。
要塞周辺である豊後水道沿岸部一帯は要塞地域指定され、終戦まで写真撮影が禁止されるなどの様々な制限を受けていた。

## 臼杵市
屋敷余り特殊地下壕 - 大字福良字屋敷余り
阿蘇溶結凝灰岩の岩盤を掘削した巨大な防空壕で、地下13メートル余りの深さにあり、出入り口は6か所、内部は大きく2つのエリアに分かれ部屋7つを備える。
市内の石工が単身掘削を行い、全て民間の労力で施工され完成に至ったと伝わり、純粋に民間人のみで建設されたにもかかわらず、炊事場、便所、爆風避け通路構造など非常に内部構造が工夫を凝らした状態で完成しており、全国でも他に例を見ない珍しい構造となっている。
2011年から開始された調査整備計画で国登録有形文化財への準備を進めている。

## 佐伯市
旧佐伯海軍航空隊掩体壕 - 東浜（興人佐伯工場内）
1945年（昭和20年）頃に佐伯海軍航空隊の敷地内に建造された掩体壕で、国の登録有形文化財に登録されている。
佐伯市平和祈念館やわらぎ - 鶴谷町3丁目
1997年（平成9年）に佐伯海軍航空隊兵舎の跡地に作られた、太平洋戦争に関連する内容を展示する祈念館。
丹賀砲台園地 - 鶴見丹賀浦
豊予要塞の一角を担うはずだった崩壊砲台跡地で、巡洋艦「伊吹」の後部主砲45口径30センチ2連装カノン砲を転用して作られた陸上砲台だったが、1942年（昭和17年）1月11日の発射訓練中に砲弾が砲身内部で爆発する事故を起こし、砲塔全体が吹き飛び16名の死者を出した。
丹賀砲台公園、記念ドーム、主動力室などの砲台関連遺構のほか、女郎崎展望台や遊歩道などの公園施設を併設し公開されている。

## 日出町
人間魚雷「回天」大神訓練基地跡 - 大神
人間魚雷回天の乗務訓練基地跡地で、水雷壕、回天格納庫、実用頭部格納庫の横穴が残るほか、敷地内に回天神社が存在し、毎年4月25日に慰霊祭が執り行われている。
また、回天の実物大模型が展示されている。
敷地内には2016年（平成28年）5月20日に回天大神訓練基地記念公園が建設された。